# Palazzo di Spagna

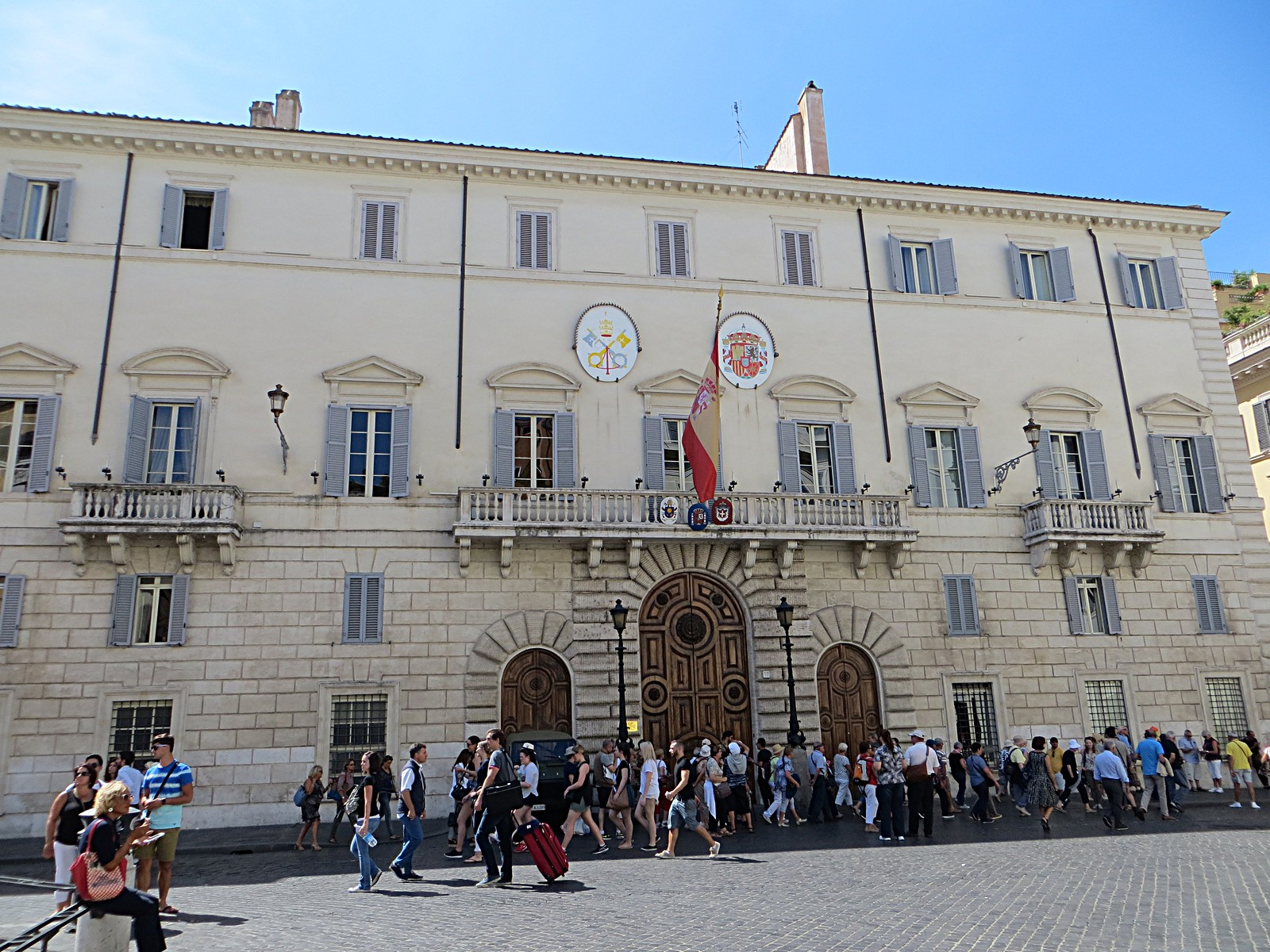
Fachada do palácio.

Palazzo di Spagna é um palácio barroco localizado na Piazza di Spagna, no rione Campo Marzio. Construído no mesmo local onde ficava o antigo Palazzo Monaldeschi para o embaixador da Espanha à Santa Sé em 1653 por Antonio Del Grande e Francesco Borromini, uma função que ele ainda tem atualmente. É a mais antiga missão diplomática permanente do mundo.
Situado em pleno centro histórico de Roma, a Piazza di Spagna assumiu este nome por causa do palácio. O terreno ocupado por ele tem 3 589 m² e a estrutura tem 11 000 m² de área construída.

## História

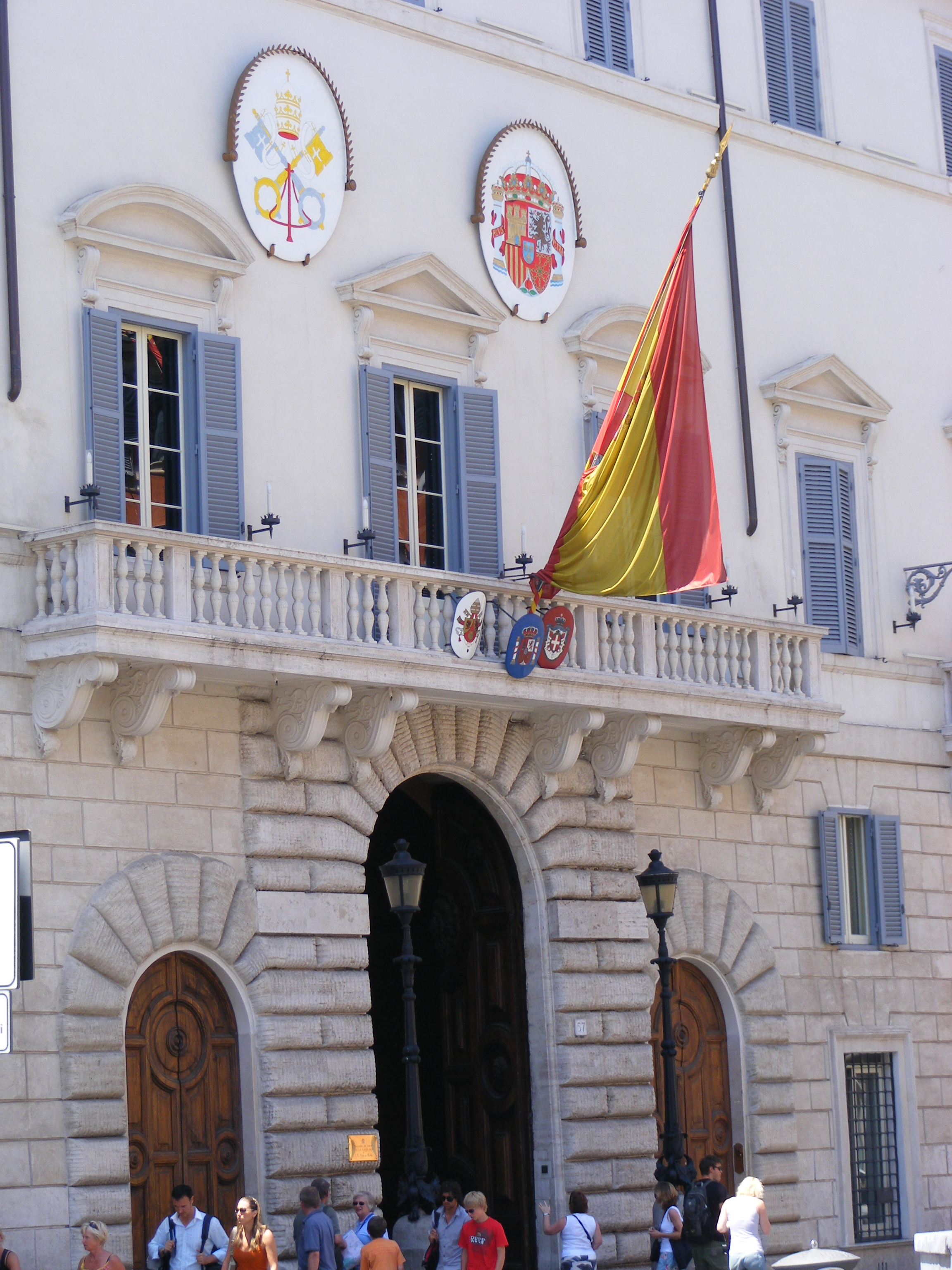
Portal principal do palácio.

In 1622, o embaixador espanhol em Roma, Íñigo Vélez de Guevara, o Jovem, conde de Oñate, alugou um pequeno palácio pertencente à família Monaldeschi na antiga Piazza della Trinità. Em 1647, por causa do grande desenvolvimento ocorrido na região, o rei Filipe IV da Espanha comprou o edifício para servir de Embaixada da Espanha em Roma por 22 000 escudos. Ele foi modificado por Antonio Del Grande na década de 1650 e historiadores da arte acreditam que Francesco Borromini o teria aconselhado sem se envolver diretamente nas obras. Várias residências vizinhas foram incorporadas ao edifício, cuja fachada foi enriquecida no piso nobre por duas estruturas (mignani) de madeira que agrupavam cinco janelas à esquerda e três à direita. Contudo, o maior número de reformas ocorreu no interior, com a criação de um novo grande salão com abóbadas apoiadas por colunas gêmeas, a imponente escadaria com pequenas pilastras e o pátio com lógias fechadas por grandes janelas intercaladas com pilastras com o brasão dos reis espanhóis nos capitéis. Entre 1685 e 1693, novas reformas foram feitas na fachada, enquanto no século XVIII foram decorados em várias salas no interior, incluindo um teatro privado, onde, em 14 de dezembro de 1782, Vittorio Alfieri apresentou sua "Antígona". Os embaixadores da Espanha costumavam realizar grandes festas em frente ao palácio por ocasião de nascimentos, casamentos e mortes de membros da família real.
Após da breve dominação francesa em Roma, que envolveu a ocupação temporária do edifício pela milícia napoleônica, houve uma renovação radical da fachada pelo arquiteto espanhol Antonio Celles: os mignani e as janelas do penúltimo andar foram eliminados e todas as demais foram substituídas. Uma nova reforma aconteceu em 1857, por ocasião da bênção da Coluna da Imaculada Conceição: para esta cerimônia, a fachada foi coberta com uma estrutura falsa de madeira, com a montagem de uma palco especial em frente às janelas do piso nobre, a partir de onde o papa Pio IX deu sua bênção. Logo em seguida, a estrutura foi demolida, mas foram construídas duas varandas equidistantes nas penúltimas janelas laterais. Outra intervenção importante ocorreu em 1898 com a decoração do salão de entrada com um grandioso afresco da "Entrega das Chaves de Granada", obra de F. Ballester. A última reforma conhecida na fachada ocorreu em 1932, com a construção da varanda central, que agrupa as três janelas centrais do piso nobre.

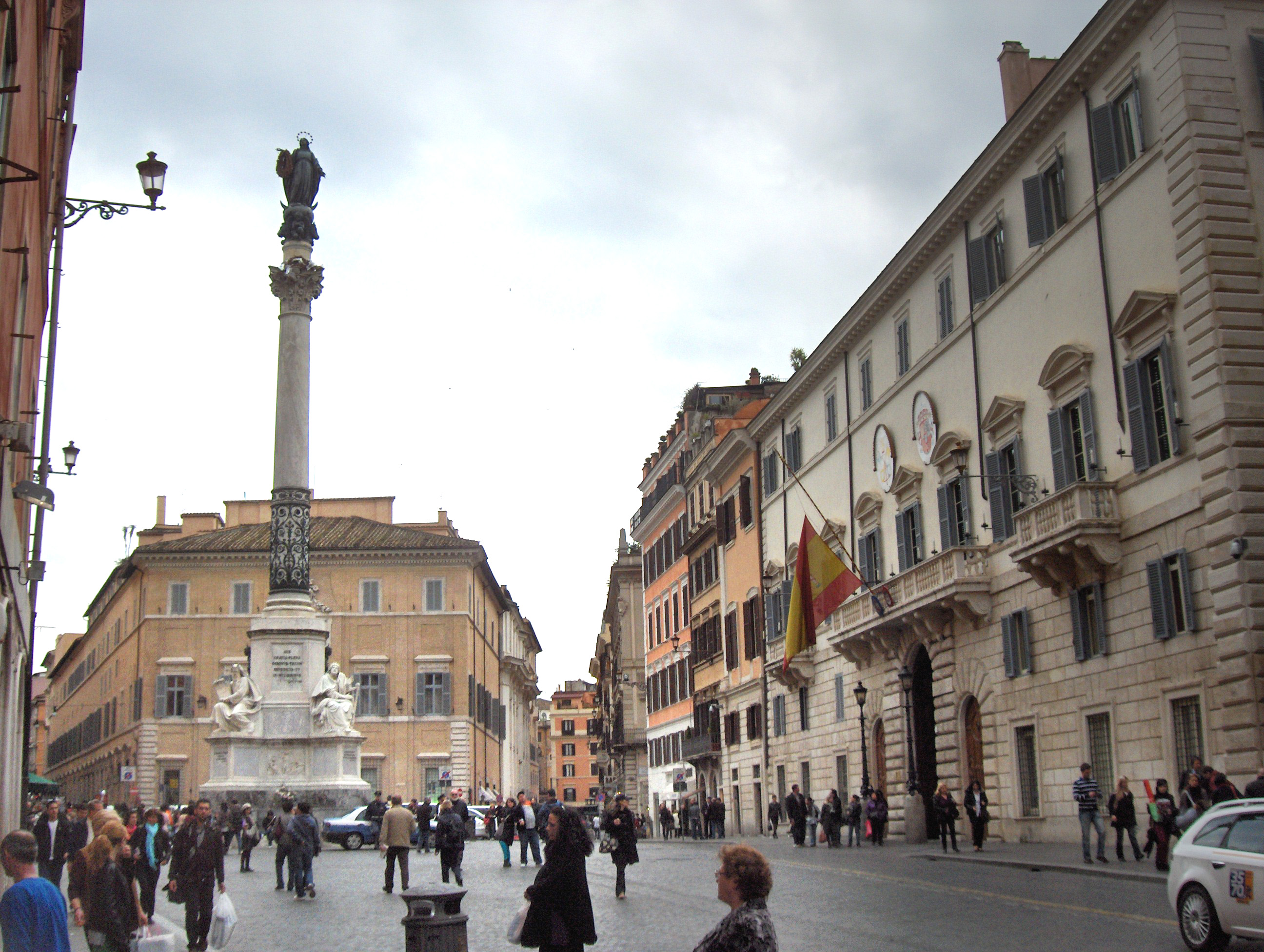
Vista da Piazza di Spagna: à direita, o Palazzo di Spagna, no centro, a Coluna da Imaculada Conceição, e ao fundo o Palazzo di Propaganda Fide.

## Descrição
Atualmente, a fachada se abre em três portais arqueados unidos por uma moldura rusticada comum, encimada pela nova varanda, e atualmente é formada por três andares, dos quais no nobre há três varandas e janelas com tímpanos triangulares e curvos alternados. O vestíbulo com colunas e estátuas leva a um pátio com uma grande fonte e a uma escadaria solene. As obras de restauração no início do século XIX alteraram o aspecto e o arranjo do interior.
A embaixada abriga uma coleção de tapeçarias gobelinas do século XVII que pertenceram à família Bourbón-Orleans procedentes do Palazzo Galliera, em Bolonha, com motivos romanos e bíblicos. As paredes do salão de jantares de gala estão decoradas com tapeçarias de lã e seda do século XVIII vindas do Palácio Real de Madrid que representam cenas da vida de Telêmaco e baseadas em desenhos feitos por Rubens.
Nos salões estão quadros emprestados pelo Museu do Prado de pintores ilustres como Federico Madrazo, Vicente López, Nattier, Mengs e Mario di Fiori. Entre as esculturas estão dois bustos de Gianlorenzo Bernini de 1619, "Alma Abençoada" e "Alma Danada".

## Bibliografía
- Espadas Burgos, Manuel (2006). Buscando a España en Roma (em espanhol). Barcelona: Lunwerg
- Dandelet, Thomas James. La Roma española : 1500-1700 (em espanhol). [S.l.: s.n.] ISBN 84-8432-390-0